# Топчика (пещера)
Топчика е пещера, намираща се местността Сушица до село Добростан, община Асеновград, област Пловдив.

## Обща информация
Дължината на галериите е 727 m, а денивелацията е 61 m.
Картографирана е през 1960-те години. През 1971 г. е правен експеримент с четирима души, които са пуснати в 60-метровата пропаст за период от един месец.

## История
През 1970 г. пещерата е обявена за природна забележителност. В нея са установени следи от първобитни хора от старожелязната епоха. От този период са открити рисунки и гравюри на диви и домашни животни – кон, елен, козел, останки от животински кости – кътен зъб на пещерна мечка, кучешки зъб, шийни и опашни прешлени от гръбначен стълб, челюсти на преживни животни и др., както и следи от керамика – фрагменти от малки и средни по големина глинени съдове. Има надпис на старославянски, за който се твърди, че е написан от монах отшелник.